# Coachella, Kalifornien
Coachella är en stad (city) i Riverside County, i delstaten Kalifornien, USA. Enligt United States Census Bureau har staden en folkmängd på 41 648 invånare (2011) och en landarea på 75 km².

## Kända personer från Coachella
- Raul Ruiz, politiker